# Sphoeroides parvus
Sphoeroides parvus és una espècie de peix de la família dels tetraodòntids i de l'ordre dels tetraodontiformes.

## Morfologia
- Els mascles poden assolir 15 cm de longitud total.[4]

## Hàbitat
És un peix de clima subtropical i demersal.

## Distribució geogràfica
Es troba a l'Atlàntic occidental: des del nord-oest de Florida (Estats Units) fins a Campeche (Mèxic).

## Observacions
És inofensiu per als humans.